# 土井亨
土井 亨（どい とおる、1958年8月12日 - ）は、日本の政治家。自由民主党所属の元衆議院議員（5期）。復興副大臣（第3次安倍第3次改造内閣・第4次安倍内閣）、国土交通副大臣（第3次安倍第1次改造内閣）、国土交通大臣政務官（第2次安倍内閣）、衆議院国土交通委員長、自由民主党財務金融部会長等を歴任。

## 来歴
宮城県黒川郡富谷町（現：富谷市）生まれ。現住所は仙台市青葉区上杉一丁目。東北工業大学電子工業高等学校（現：仙台城南高等学校）を経て、1981年に東北学院大学法学部を卒業した。
1993年に宮城県議会議員に初当選し、その後は1995年と1999年にも再選され、合計3期に渡って同議会議員を務めた。
2003年、第43回衆議院議員総選挙に自民党公認として宮城1区から立候補したが落選した。
2005年の第44回衆議院議員総選挙で再び立候補し初当選、衆議院議員に就任した。この際、いわゆる「小泉チルドレン」の1人とされた。
2009年の第45回衆議院議員総選挙に再選を目指し立候補、公明党の推薦も受けたが、民主党の郡和子に敗れ、重複立候補していた比例東北ブロックでの復活もならず、落選した。
2012年の第46回衆議院議員総選挙では、前回敗れた郡を破り、国政に復帰した。
2013年9月、第2次安倍内閣で国土交通大臣政務官に就任。
2014年9月、国土交通大臣政務官を退任し、自民党国対副委員長に就任。12月の第47回衆議院議員総選挙で3選。
2015年10月、第3次安倍第1次改造内閣で国土交通副大臣に就任。
2016年8月、自民党財務金融部会長に就任。
2017年8月、第3次安倍第3次改造内閣で復興副大臣に就任。10月の第48回衆議院議員総選挙では立憲民主党の岡本章子、希望の党の新人、日本維新の会の新人ら5名の候補者を下し、4選。
2019年10月、衆議院国土交通委員長に就任。
2021年10月31日、第49回衆議院議員総選挙で5選。
2023年9月13日、清和政策研究会（安倍派）に退会届を提出し、同月15日付で退会した。関係者によると、同派が会長を選出せず集団指導体制となっていることへの不満などが理由だという。
2024年9月27日に行われた自民党総裁選挙において高市早苗の推薦人に名を連ねた。
同年10月15日、第50回衆議院議員総選挙が公示され、土井、岡本、日本維新の会公認の元鎌倉市議会議員の高橋浩司の3人が立候補した。自民党は裏金問題や統一教会問題、10月23日に発覚した非公認候補への2000万円支給問題などで逆風が吹き荒れた。10月27日、総選挙執行。投票締め切りの20時直後に東北放送は岡本の当選確実を報じた。自民党は比例東北ブロックで5議席を獲得。単独1位の江渡聡徳と単独2位の森下千里を除く3議席のうち、根本拓が3番目の惜敗率（75.141％）で当選し、4番目（71.150％）だった土井は議席を失った。

## 政策・主張

### 憲法
- 憲法改正について、2017年、2021年、2024年のアンケートで「賛成」と回答[28][29][30]。
- 改正すべき項目として「自衛隊の保持を明記する」「環境権に関する条項を新設する」「家族の尊重や家族間の相互扶助に関する条項を新設する」「教育の充実に向けた環境整備を行う旨を明記する」「地方公共団体の権限強化を明記する」「緊急事態に関する条項を新設する」と主張[29]。
- 憲法9条への自衛隊の明記について、2021年、2024年のNHKのアンケートで「賛成」と回答[31]。
- 憲法を改正し緊急事態条項を設けることについて、2021年の毎日新聞社のアンケートで回答しなかった[32]。2024年のNHKのアンケートで「賛成」と回答[30]。

### 外交・安全保障
- 安全保障関連法の成立について、2017年のアンケートで「どちらかといえば評価する」と回答[28]。
- 「他国からの攻撃が予想される場合には敵基地攻撃もためらうべきではない」との問題提起に対し、2021年のアンケートで「どちらかといえば賛成」と回答[29]。
- 「北朝鮮に対しては対話よりも圧力を優先すべきだ」との問題提起に対し、2021年のアンケートで「どちらかと言えば賛成」と回答[29]。
- 普天間基地の辺野古移設について、2021年のアンケートで「どちらかと言えば賛成」と回答[29]。
- 従軍慰安婦に対する旧日本軍の関与を認めた「河野談話」の見直し論議について、2014年の毎日新聞社のアンケートで「見直すべきだ」と回答[33]。

### ジェンダー
- 選択的夫婦別姓制度の導入についての各メディアのアンケートの結果は以下のとおり。
  - 2017年 - 朝日新聞社には「どちらかといえば反対」と回答[28]。
  - 2021年 - 朝日新聞社には「どちらともいえない」と回答[29]。毎日新聞社には「反対」と回答[32]、
  - 2024年 - NHKには「反対」と回答[30]。
- 2021年1月、選択的夫婦別姓の導入反対を求める文書を地方議会議長に郵送した（後述）[34]。

- 同性婚を可能とする法改正についての各メディアのアンケートの結果は以下のとおり。
  - 2017年 - 朝日新聞社には「どちらかといえば反対」と回答[28]。
  - 2021年 - 朝日新聞社には「どちらかといえば反対」と回答[29]。NHK、毎日新聞社には回答しなかった[31][32]。
  - 2024年 - NHKには「反対」と回答[30]。

- 「LGBTなど性的少数者をめぐる理解増進法案を早期に成立させるべきか」との問題提起に対し、2021年のアンケートで「どちらかといえば賛成」と回答[29]。
- クオータ制の導入について、2021年の毎日新聞社のアンケートで「賛成」と回答し[32]、同年のNHKのアンケートで「どちらかといえば賛成」と回答[31]。

### その他
- アベノミクスについて、2017年のアンケートで「どちらかといえば評価する」と回答[28]。
- 安倍内閣による森友学園問題・加計学園問題への対応について、2017年のアンケートで「どちらとも言えない」と回答[28]。
- 森友学園への国有地売却をめぐる公文書改竄問題で、2021年5月6日、国は「赤木ファイル」の存在を初めて認めた[35]。しかし5月13日、菅義偉首相はファイルの存在を踏まえた再調査を行わない考えを報道各社に書面で示した[36]。9月の自民党総裁選挙で総裁に選出された岸田文雄も10月11日、衆議院本会議の代表質問で再調査の実施を否定した[37]。国の対応をどう考えるかとの同年の毎日新聞社のアンケートに対し「さらに調査や説明をすべきだ」と回答[32]。
- 日本のTPP参加に反対[38]。
- 特定秘密保護法は日本に必要だ[33]。
- 脱原発を前提とした再生可能エネルギーの推進[39]。

## 人物

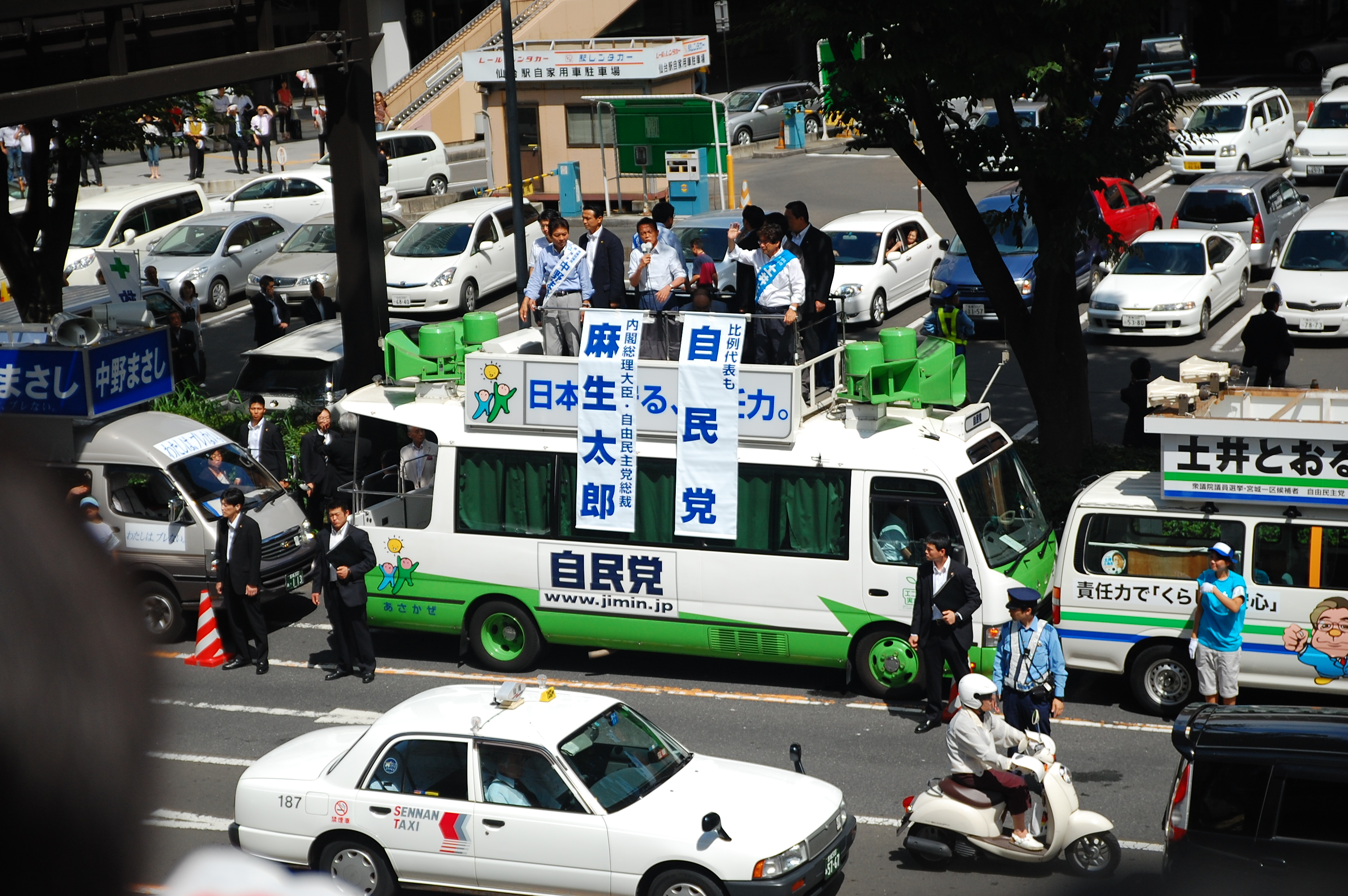
第45回総選挙での街頭演説（車上右から土井、麻生太郎、中野正志）

### 統一教会との関係
- 2013年8月9日と22日、統一教会（現・世界平和統一家庭連合）の関連団体「ワシントン・タイムズ財団」は衆議院第一議員会館国際会議室と韓国のホテルで国際学術セミナーを開催。土井はそのいずれにも出席し、スピーチした[40]。
- 2016年7月30日に開催された統一教会の関連団体「天宙平和連合（UPF）」が主催するサイクリングイベント「ピースロード」に参加し、ピースロード東北実行委員会委員長として挨拶した[41]。
- 2017年7月29日に開催された「ピースロード」でも実行委員会委員長として参加し、挨拶した[41]。
- 2021年4月11日、統一教会は「天の父母様聖会 神統一世界安着のための神日本第2地区 希望前進礼拝」を韓国の天正宮博物館と仙台家庭教会をメイン会場として開催[42]。土井はこの礼拝に送ったビデオメッセージで、韓鶴子総裁を「真のお母様」と呼び、「今こそ平和の母が必要であり、この世界の混乱を収拾し統治できる方は韓鶴子総裁のみと確信してやみません」と述べた。また、文鮮明についても「真のお父様」と呼び、「私は真のお父様の『聖和式』に最初と次の年の2年続けて参加させて頂きました」と明かした[43][44]。
- 2021年6月11日、「天宙平和連合」が創設した世界平和国会議員連合の日本の議員連盟「日本・世界平和議員連合懇談会」の総会が衆議院第一議員会館で開催された[45]。同議連は前年に設立された団体で、土井は幹事に就任し、原田義昭が会長に就任した[46][47]。教団は同年10月の衆院選に立候補した議連参加者を支援し、電話かけなどを熱心に行った[45]。
- 2022年6月13日、「日本・世界平和議員連合懇談会」の総会が開催。土井は前年に続いて幹事に選出された。総会では顧問である国際勝共連合会長の梶栗正義が講演をし、統一教会の関連団体「平和政策研究所（IPP）」が発行する「政策情報レポート」が配られた。総会資料のアンケート用紙には、梶栗が会長を務める統一教会の友好団体「世界平和連合」[48]に関する記述があり、「次期参議院選挙の地方区で、世界平和連合の応援を希望する議員がおられればお書き下さい」と書かれてあった[49]。

### 海外での活動
- 2014年2月17日、ミャンマーを訪問し、ミャッ・ミャッ・オン・キン社会福祉救済復興大臣、ニャン・トゥン・アウン運輸大臣と会談。防災協働対話の枠組みに関する覚書をまとめ、河川管理や防災計画などの協力について協議した[50]。

- 2014年3月4日から6日にかけてベトナムを訪問[51]。ヌグイェン・ヴァン・カオトゥアティエン＝フエ省人民委員会委員長、ホアン・ヴァン・タン農業農村開発副大臣、グエン・マイン・ヒエン天然資源環境副大臣と会談し、洪水対策や日本企業の海外インフラ事業参入について協議し、国連防災世界会議への出席を要請した[52]。また、会談に先立ちフン・ディエンダムや日本のODAによって建設されたハイバントンネルとニャッタン橋を視察した[52]。8月19日にはトゥアティエン＝フエ省防災担当副局長の訪問を受け、洪水対策について意見交換を行った[53]。

- 2014年7月2日、トルコを訪問し、フアット・オクタイ首相府災害緊急事態対策庁長官とムハマド・バルタ環境都市副大臣と会談。建築物の耐震化や災害管理システムの構築などの防災協働について協議した[54]。

### その他
- 2001年1月23日、県連幹事長時代に、主婦が党の事務所に「これなら私が総理大臣をやった方がマシよ!」と抗議電話をかけるコマーシャルを企画した。このコマーシャルは県連への意見募集を目的とするものだったが、第2次森内閣が不人気だったことから、「森喜朗首相批判に繋がる」として、自民党幹事長の古賀誠が放映中止を求める事態に発展した。土井は「自民党は内部から立ち直るというメッセージを込めただけで、首相批判の意図はない」と反論したが、2月10日に開始された放映では「総理大臣」の部分が自主規制音になった[55]。

- 2007年6月、歴史事実委員会名義のアメリカ合衆国下院121号決議全面撤回を求める全面広告「THE FACTS」の賛同者として名を連ねた[56]。

- 2021年1月30日、土井ら自民党国会議員有志50人は、47都道府県議会議長のうち同党所属の約40人に、選択的夫婦別姓の導入に賛同する意見書を採択しないよう求める文書を郵送した。地方議員や市民団体は、地方議会の独立性を脅かす行為だとして土井らを批判した[34][57][58][59][60]。

## 所属団体・議員連盟
- 自民党たばこ議員連盟[61]
- 日本会議国会議員懇談会[62]
- 神道政治連盟国会議員懇談会[62]
- みんなで靖国神社に参拝する国会議員の会[62]
- 自民党国際人材議員連盟
- 北京オリンピックを支援する議員の会
- TPP交渉における国益を守り抜く会
- 日韓議員連盟
- 日本・世界平和議員連合懇談会
- ピースロード東北実行委員会（委員長）

## 選挙
| 当落 | 選挙                         | 執行日         | 年齢 | 選挙区             | 政党       | 得票数     | 得票率 | 定数 | 得票順位 /候補者数 | 政党内比例順位 /政党当選者数 |
| ---- | ---------------------------- | -------------- | ---- | ------------------ | ---------- | ---------- | ------ | ---- | ------------------ | ---------------------------- |
| 当   | 1993年宮城県議会議員補欠選挙 | 1993年         | 35   | 仙台市若林区選挙区 |            |            |        |      | /                  | /                            |
| 当   | 1995年宮城県議会議員選挙     | 1995年         | 36   | 仙台市若林区選挙区 |            |            |        |      | /                  | /                            |
| 当   | 1999年宮城県議会議員選挙     | 1999年         | 40   | 仙台市若林区選挙区 |            |            |        |      | /                  | /                            |
| 落   | 第43回衆議院議員総選挙       | 2003年11月09日 | 45   | 宮城県第1区        | 自由民主党 | 8万4565票  | 40.20% | 1    | 2/3                | /                            |
| 当   | 第44回衆議院議員総選挙       | 2005年09月11日 | 47   | 宮城県第1区        | 自由民主党 | 11万7236票 | 47.28% | 1    | 1/3                | /                            |
| 落   | 第45回衆議院議員総選挙       | 2009年08月30日 | 51   | 宮城県第1区        | 自由民主党 | 8万7401票  | 34.11% | 1    | 2/5                | 15/4                         |
| 当   | 第46回衆議院議員総選挙       | 2012年12月16日 | 54   | 宮城県第1区        | 自由民主党 | 8万7482票  | 39.18% | 1    | 1/6                | /                            |
| 当   | 第47回衆議院議員総選挙       | 2014年12月14日 | 56   | 宮城県第1区        | 自由民主党 | 9万3345票  | 46.78% | 1    | 1/3                | /                            |
| 当   | 第48回衆議院議員総選挙       | 2017年10月22日 | 59   | 宮城第第1区        | 自由民主党 | 10万123票  | 46.17% | 1    | 1/6                | /                            |
| 当   | 第49回衆議院議員総選挙       | 2021年10月31日 | 63   | 宮城県第1区        | 自由民主党 | 10万1964票 | 43.42% | 1    | 1/4                | /                            |
| 落   | 第50回衆議院議員総選挙       | 2024年10月27日 | 66   | 宮城県第1区        | 自由民主党 | 8万1924票  | 36.75% | 1    | 2/3                | 6/5                          |